# Carl Hjerpe
Carl Hjerpe, död 10 mars 1784, var skarprättare i Göteborg.
Carl Hjerpe var gift med Christina Jansdotter Walberg. Han var tidigare soldat, och efterträdde Johan Ekeroth som skarprättare 31 juli 1765. Han efterträddes vid sin död av sin son, Lars Hjerpe.